# Concertgebouw (Amsterdam)
Concertgebouw – sala koncertowa w Amsterdamie uznawana za jedną z trzech na świecie z najlepszą akustyką.

## Historia
Pomysł budowy sali powstał po liście G.C.C.W. Haywarda, który w 1881 roku napisał do pisma De Amsterdammer o tym, że władze miasta nie dbają o życie muzyczne miasta, które nie ma odpowiedniej sali koncertowej. Kilka miesięcy po tym liście powstał komitet w skład którego weszło sześciu wpływowych obywateli miasta. O opracowanie projektu poprosili holenderskiego architekta P.J.H. Cuypersa. Zaproponował on budowę sali w Nieuwer-Amstel na ówczesnych przedmieściach Amsterdamu. Jego projekt powstał we wrześniu 1881 roku, a inspiracją była Kaisersaal w Düsseldorfie. Po prezentacji projektu inwestorom i w prasie został on skrytykowany przez  holenderskiego kompozytora W.F. Thoofta, który kilka lat mieszkał w Düsseldorfie i stwierdził, że tamta sala ma złą akustykę. Dlatego w czerwcu 1882 roku komitet podjął decyzję o ogłoszeniu konkursu na salę z widownią na 2000 osób oraz sceną mieszczącą 120 orkiestrę i 500-osobowy chór. Głównym kryterium wyboru zwycięskiej pracy była akustyka. Komitet podjął decyzję 6 kwietnia 1883 roku wybierając projekt Adolfa Leonarda van Gendta. Sala została otwarta 11 kwietnia 1888 roku.
W latach 1985–1988 z powodu osiadania budynku został przeprowadzony generalny remont. W ziemię wbito 400 metalowych rur na których umieszczono konstrukcję o wadze 10 000 ton. Dobudowano również południowe skrzydło według planu Pi de Bruijna.
Sala jest siedzibą Koninklijk Concertgebouworkest, która pierwszy koncert dała tu 3 listopada 1888 roku. W 1988 roku królowa Beatrix nadała jej tytuł Koninklijk (Królewska).

## Architektura

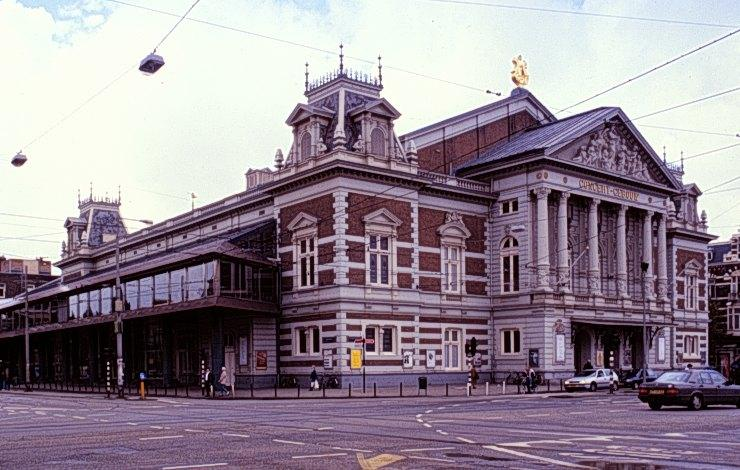
Boczne skrzydło dobudowane w latach 80. XX wieku według projektu Pi de Bruijna

Z powodu podmokłego gruntu budynek został zbudowany na 2186 palach mających około 13 metrów. Znalazły się w nim dwie sale w stylu neoklasycystycznym:
- mała o powierzchni 20 na 15 m i widownią na 437 osób.

- sala główna ma wymiary 44 na 28 metrów. Widownia, która może pomieścić 2000 osób jest podzielona na dwie części. Pośrodku znajduje się scena dla orkiestry[1].

Pod małą salą znajduje się Sala Lustrzana (Spiegelzaal) z widownią na 255 osób, a w podziemiach Sala Chóru (Koorzaal) z widownią na 150 osób. Ta ostatnia powstała po remoncie  w 1985 roku.